# Isaac Herzog (homme d'État)
Pour les articles homonymes, voir Herzog et Isaac Herzog.
Ne doit pas être confondu avec Yitzhak HaLevi Herzog.
Isaac Herzog (en hébreu : יצחק "בוז'י" הרצוג), né le 22 septembre 1960 à Tel Aviv, est un homme d'État israélien. Il est président de l'État d'Israël depuis le 7 juillet 2021.
Petit-fils du grand-rabbin ashkénaze Yitzhak HaLevi Herzog et fils de l'homme politique Chaim Herzog, président de l’État d’Israël pendant dix ans, il est élu député à la Knesset en 2003, sous l’étiquette du Parti travailliste israélien.
Entre 2005 et 2011, il est plusieurs fois ministre dans les gouvernements Sharon, Olmert et Netanyahou. Par la suite, il devient président du Parti travailliste et mène la coalition d’opposition de centre-gauche Union sioniste à la Knesset.
Il quitte en 2018 son parti, qui ne l’a pas reconduit à sa tête l’année précédente, pour prendre la présidence de l'Agence juive, organe gouvernemental chargé de l’immigration juive en Israël.
Candidat indépendant, il remporte l’élection présidentielle de 2021 face à Miriam Peretz, issue de la société civile.

## Situation personnelle

### Origines

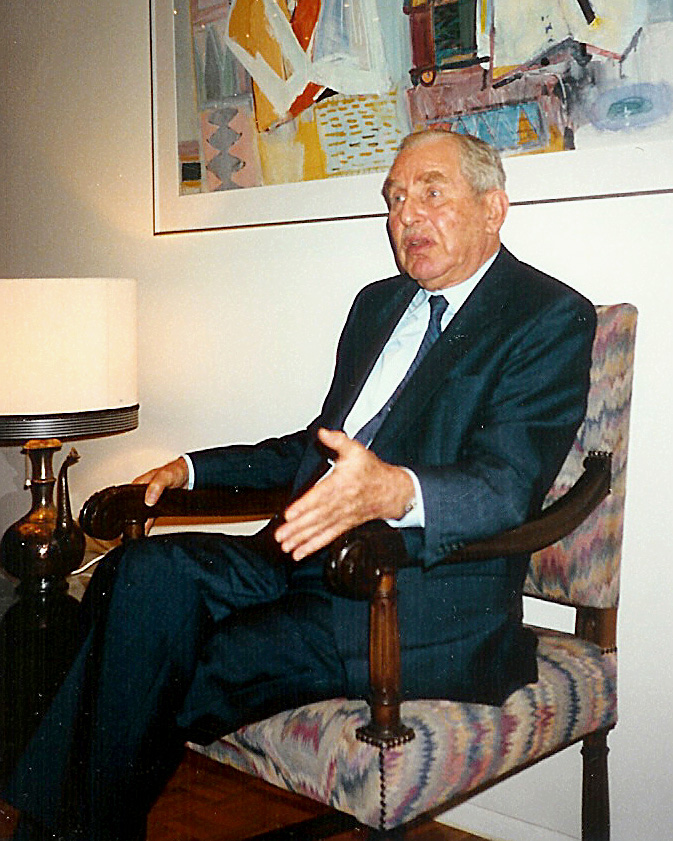
Son père, Chaim Herzog, président de l'État d'Israël de 1983 à 1993.

Isaac Herzog est le fils de Chaim Herzog, président de l’État d’Israël de 1983 à 1993, et de son épouse Aura. Son grand-père, Yitzhak HaLevi Herzog, était le grand-rabbin ashkénaze de Palestine mandataire puis d'Israël.

### Formation et carrière
Il effectue son service militaire comme officier dans l'unité 8200 du service des renseignements pendant quatre ans, puis est major de réserve. Il étudie ensuite le droit à l'université de Tel Aviv ainsi qu’à l'université Cornell de New York. Il travaille dans le cabinet d'avocats Herzog, Fox & Neemann, dont son père est l'un des fondateurs, avant de créer son propre cabinet.

### Famille

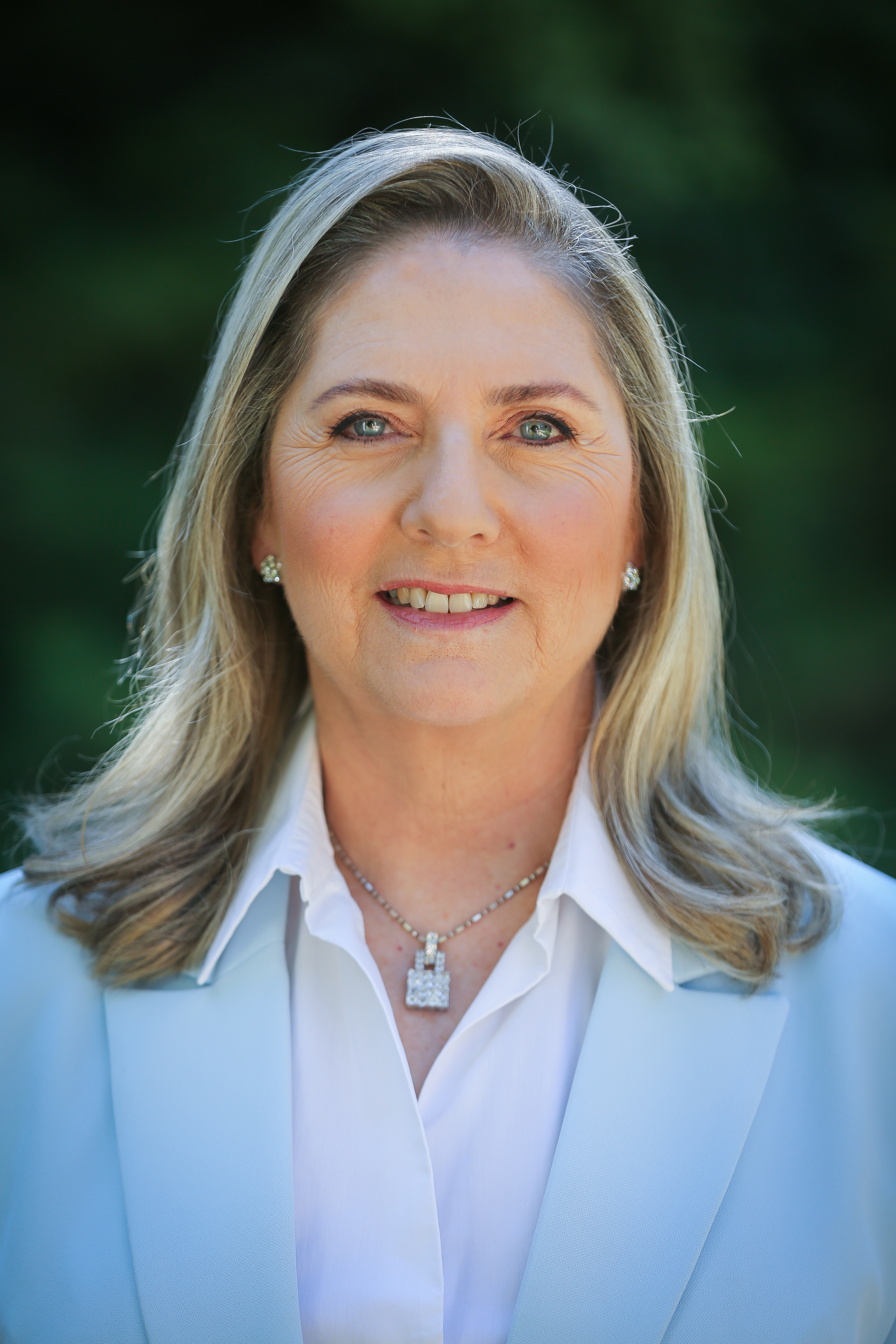
Michal Herzog en 2022.

Il est marié à Michal Afek, avocate de profession avec laquelle il a trois fils.

## Parcours politique

### Débuts
Isaac Herzog commence sa carrière politique en 1988, comme secrétaire du Conseil économique et social pendant deux ans.
Engagé au sein du Parti travailliste israélien, il est battu aux élections législatives de 1999. Il appartient ensuite au secrétariat du gouvernement d'Ehud Barak jusqu'en 2001. Il est parallèlement président de l'Autorité anti-drogues, entre 2000 et 2003.
Il est finalement élu député à la Knesset lors des élections législatives de 2003.

### Fonctions ministérielles
Isaac Herzog devient ministre de la Construction et du Logement dans le gouvernement d'Ariel Sharon en 2005. Dans les gouvernements Olmert puis Netanyahou, il occupe successivement les fonctions de ministre du Tourisme de 2006 à 2007, de la Diaspora, de la Société et de la Lutte contre l'antisémitisme entre 2007 et 2009 et de la Protection sociale et des Services sociaux de 2007 à 2011.

### Président du Parti travailliste et chef de l’opposition

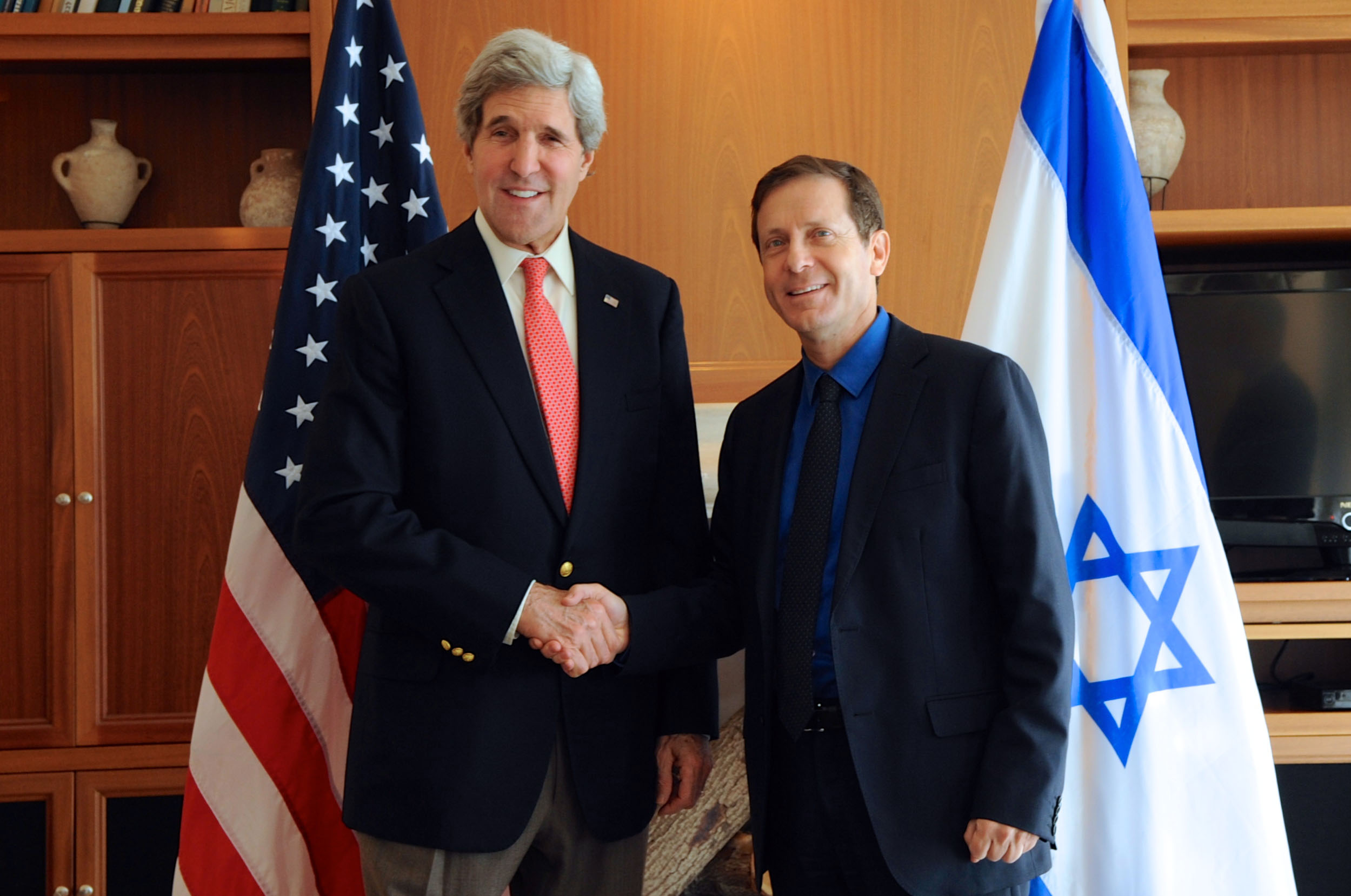
Isaac Herzog avec John Kerry, secrétaire d'État des États-Unis, en 2014.

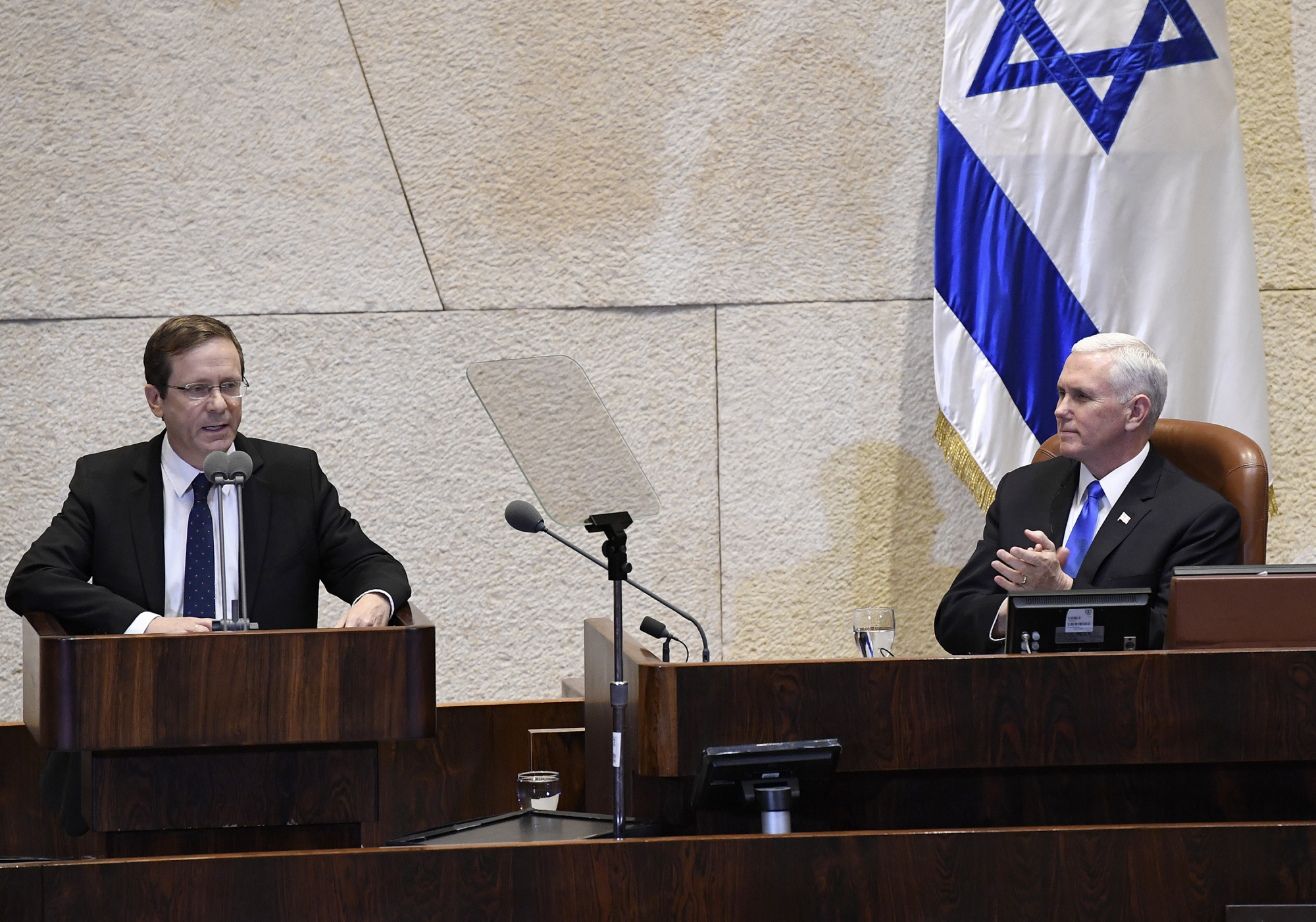
Isaac Herzog et le vice-président américain Mike Pence à la Knesset, en 2018.

En janvier 2011, le Parti travailliste quitte la coalition dirigée par Netanyahou, et Herzog abandonne ses fonctions au gouvernement. Réélu député lors des élections législatives de 2013, il est élu le 22 novembre de la même année, président du Parti travailliste en battant la sortante Shelly Yachimovich par 58,5 % des suffrages exprimés.
En vue des élections anticipées de 2015, Isaac Herzog invite les partis Hatnuah et Kadima à s’unir avec le Parti travailliste. Le 11 décembre 2014, Herzog et Tzipi Livni, ministre de la Justice du gouvernement sortant, annoncent qu'ils s'allient pour empêcher Benyamin Netanyahou de remporter un quatrième mandat. Cependant, le Likoud de Netanyahou arrive en première position, devant le bloc mené par Herzog.
Lors de la 20e législature, Isaac Herzog affirme que Netanyahou est responsable de la dégradation des relations américano-israéliennes, et critique son refus d'accueillir des réfugiés syriens fuyant la guerre civile syrienne. Un temps pressenti pour rejoindre le gouvernement Netanyahou IV, Isaac Herzog refuse et met en cause le manque de clarté de la ligne politique du Premier ministre, en plus de son implication dans des affaires de corruption.
Candidat à sa réélection à la tête du Parti travailliste en juillet 2017, Isaac Herzog est éliminé dès le premier tour avec 16,7 % des 52 000 votes. Pour le second tour, il apporte son soutien à Amir Peretz, qui est finalement battu par Avi Gabbay,.

### Président de l’Agence juive
En juin 2018, Isaac Herzog est nommé à la présidence de l'Agence juive pour un mandat de quatre ans, malgré l'opposition de Netanyahou, qui souhaitait que cette fonction revienne à Yuval Steinitz. Sa nomination devenant effective en août, il quitte son siège de député ainsi que son poste de chef de l'opposition, qui revient à Tzipi Livni.

### Élection présidentielle de 2021
Isaac Herzog se présente comme candidat indépendant à l’élection présidentielle de 2021 face à Miriam Peretz, qui a les faveurs de l’opinion publique israélienne,. Le 2 juin, il est élu président de l'État d'Israël avec 87 voix de députés contre 26 pour Miriam Peretz. Son élection intervient alors que Yaïr Lapid ne dispose plus que de quelques heures pour former une coalition anti-Netanyahou.

### Président de l'État d'Israël
Isaac Herzog prête serment et est investi président de l'État d'Israël le 7 juillet 2021, succèdant à Reuven Rivlin, et indirectement à son père, Chaim Herzog, président de 1983 à 1993 (lorsque les lois fondamentales permettaient deux mandats de cinq ans),. Il est le premier président de l'État d’Israël à être citoyen israélien depuis sa naissance. Il est francophile et partisan affirmé d'une reprise des négociations sur la résolution du conflit israélo-palestinien.

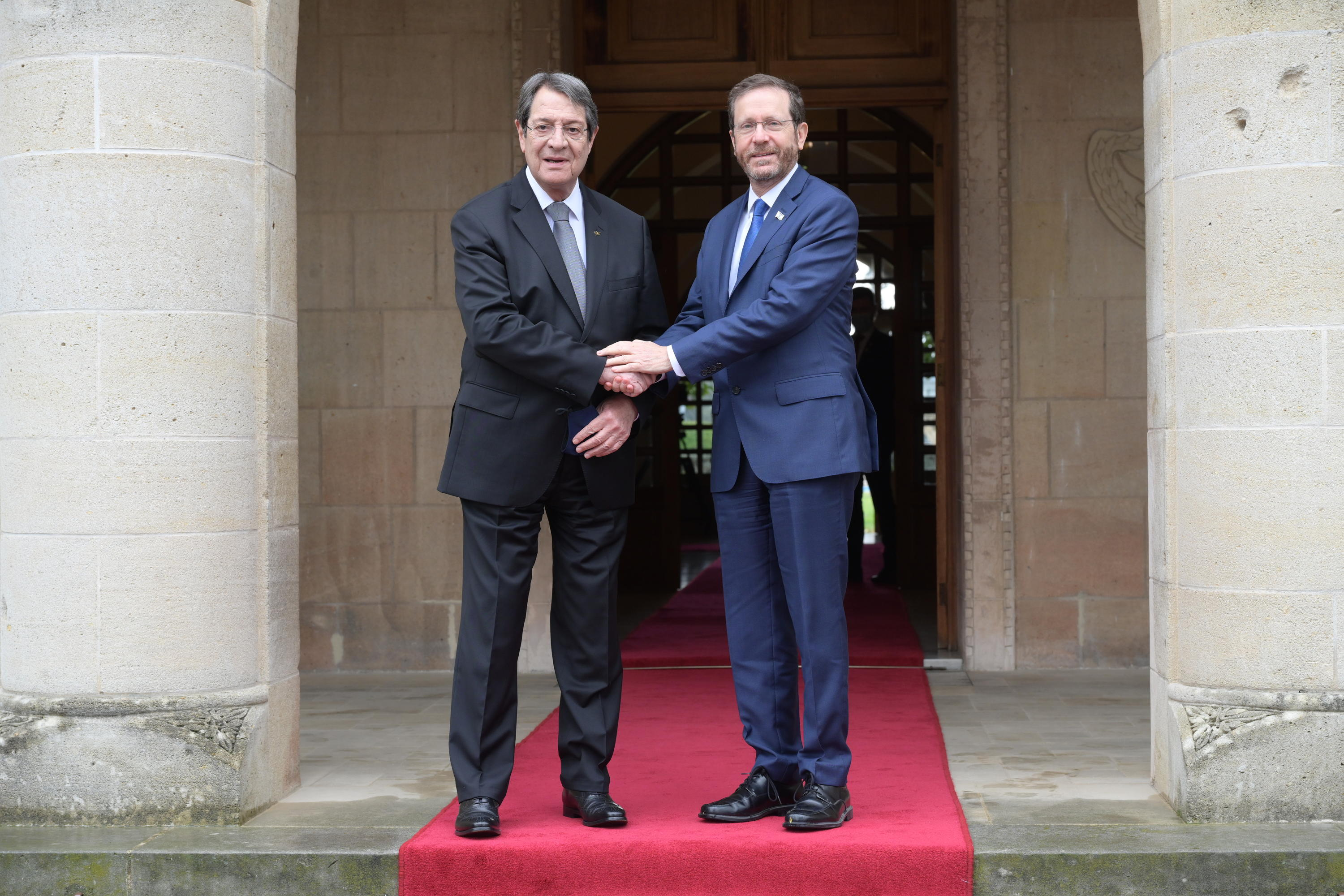
Isaac Herzog et le président de la république de Chypre, Níkos Anastasiádis, 2022.

Il s'investit sur la scène diplomatique en visitant un certain nombre de pays stratégiques. Il est ainsi le premier chef d’État israélien à se rendre en visite officielle aux Émirats arabes unis le 30 janvier 2022. Le 9 mars suivant, il se rend en Turquie et est reçu par le président turc Recep Tayyip Erdoğan, ce qui n'était pas arrivé depuis quatorze ans.
À la suite des élections législatives anticipées de 2022, le 1er novembre 2022, le Likoud et ses alliés d'extrême droite remportent une majorité de 64 sièges à la Knesset. Le 13 novembre suivant, le président Herzog charge Benyamin Netanyahou de former le nouveau gouvernement. Ce gouvernement est considéré comme le plus à droite de l'histoire du pays, intégrant des partis d'extrême droite et les ultraorthodoxes. Alors que le projet de réforme judiciaire (en) du gouvernement, permettant à la Knesset de déroger aux décisions de la Cour suprême, provoque des manifestations, notamment à Tel Aviv, Isaac Herzog s'inquiète d'une possible crise politique majeure,. En mars 2023, il s'oppose publiquement au projet de loi controversé en affirmant à la télévision que celui-ci représente une « menace sur les fondements de la démocratie ». Alertant sur le risque d'une guerre civile, sa proposition de compromis sur le projet de loi est rejetée par le gouvernement. Le 26 mars, après le limogeage du ministre de la Défense, Yoav Galant, qui avait critiqué la réforme judiciaire, le président Herzog lance, via Twitter, un appel au gouvernement pour qu'il suspende son projet législatif.

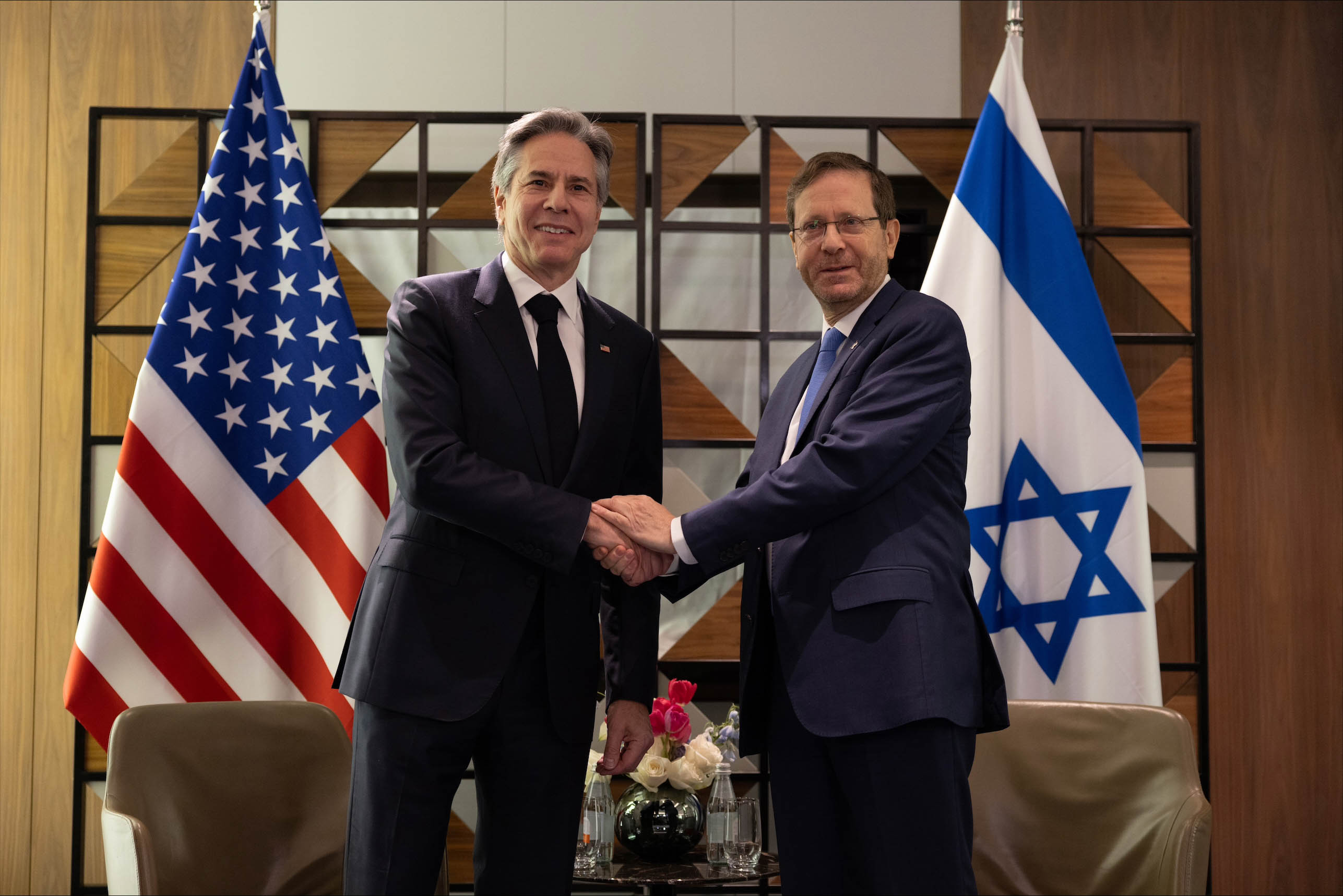
Herzog et le secrétaire d' État des États-Unis Antony Blinken, à Tel Aviv, le 9 janvier 2024.

Herzog condamne l'attaque terroriste du Hamas d'octobre 2023 en la qualifiant de « pire tragédie jamais vécue dans l'histoire d'Israël ». Il soutient l'offensive terrestre dans la bande de Gaza durant la guerre à Gaza, mais soutient la trêve de novembre 2023 pour obtenir la libération des otages enlevés durant l'attaque de 2023,. Cependant, il condamne également les actions violentes des colons israéliens en Cisjordanie, au cours desquelles plusieurs centaines de palestiniens sont tués, y compris durant des opérations militaires. Il présente également ses excuses pour les humanitaires tués dans la bande de Gaza au cours des bombardements israéliens. Herzog salut l'accord de cessez-le-feu conclu entre les différentes parties le 15 janvier 2025. Il exprime une opposition modérée à la reprise des bombardements et des combats en mars. Le président Isaac Herzog critique également des « initiatives controversées », sans toutefois faire directement référence à la décision de Netanyahou de limoger le directeur du Shin Bet Ronen Bar.
Il est au nombre des responsables politiques israéliens ayant, par leurs prises de paroles, contribué à la « déshumanisation » des Palestiniens et justifié la mort massive de civils et la destruction de villes entières. Il a notamment affirmé : « C'est une nation entière qui est responsable. Tous ces discours sur les civils qui ne savaient rien et qui ne faisaient rien sont absolument faux. […] Nous nous battrons jusqu'à leur briser la colonne vertébrale ».